# بازنوگرایی
بازنوگرایی (به انگلیسی: Remodernism) یک جنبش هنری در قرن بیست و یکم است که به جنبه‌های هنر نوگرا، به‌ویژه در شکل اولیهٔ آن، جانی تازه می‌بخشد. هدف اصلی این جنبش احیای معنویت در هنر، فرهنگ و جامعه به عنوان جایگزینی برای پسانوگرایی می‌باشد. بازنوگرایی نخستین بار در سال ۲۰۰۰ توسط بنیان‌گذاران جنبش استاکیسم، چارلز تامسون و بیلی چایلدیش، در بیانیهای با همین نام مطرح شد.